# Голубец (приток Оби)
Голубец — река в России, протекает по Колпашевскому и Парабельскому районам Томской области. Устье реки находится в 2327 км по левому берегу реки Обь. Длина реки составляет 21 км.

## Данные водного реестра
По данным государственного водного реестра России относится к Верхнеобскому бассейновому округу, водохозяйственный участок реки — Обь от впадения реки Чулым до впадения реки Кеть, речной подбассейн реки — Чулым. Речной бассейн реки — (Верхняя) Обь до впадения Иртыша.
Код объекта в государственном водном реестре — 13010500112115200024018.